# Микелена, Сантос
Хосе де лос Сантос де Микелена и Рохас Кейпо (исп. José de los Santos de Michelena y Rojas Queipo; 1 ноября 1797, Маракай — 12 марта 1848, Каракас), венесуэльский политик и дипломат, исполнял обязанности президента Венесуэлы с 20 по 28 января 1843 года.

## Биография
Родился в 1797 году в Маракае; его родителями были испанцы Сантьяго Хосе Микелена и Хосе Мария Тереса Рохас-Кейпо-и-Натера. В 16 лет пошёл солдатом в освободительную армию, но был ранен в бою и вернулся в Валенсию для лечения. Был взят в плен, переведён в Коро, где, учитывая его возраст, был отпущен на свободу при условии что покинет страну. В 1813—1819 годах проживал в Филадельфии (США), изучая юриспруденцию, экономику и торговлю. Затем перебрался в Гавану (испанская Куба), где работал в торговой компании. В 1821 году вернулся на родину, уже освободившуюся от испанского владычества, и поселился в Ла-Гуайре.
В 1824 году был избран в качестве представителя провинции Каракас в Конгресс государства Колумбия, и до окончания в 1826 году срока своих полномочий жил в Боготе, после чего стал колумбийским консулом в Лондоне.
В 1828 году вернулся в Каракас, где возглавил ведомство финансов и внешних сношений. После отделения Венесуэлы от Колумбии вошёл в состав первого кабинета Хосе Антонио Паэса в качестве государственного секретаря по вопросам финансов и иностранных дел.
В 1833 году Паэс направил Микелену в качестве чрезвычайного и полномочного посла к правительствам Новой Гранады и Эквадора, чтобы решить вопросы, касающиеся общего внешнего долга бывшего государства Колумбия. Будучи в этой должности, Микелена заключил с Новой Гранадой договор о дружбе, союзе, торговле, навигации и границе.
23 декабря 1834 года страны, составлявшие ранее государство Колумбия, согласились, что внешний долг распавшейся страны должен быть разделён между ними пропорционально численности населения; основой для решения послужило соглашение, которое 14 декабря Микелена заключил со своим новогранадским коллегой Лино де Помбо. 10 февраля 1835 года Сенат Венесуэлы передал трактат на рассмотрение Палате представителей, и в решении от 7 апреля 1835 года та высказалась против большинства пунктов его содержания.
Вернувшись в Венесуэлу, Микелена вновь занял пост государственного секретаря по вопросам финансов и иностранных дел. Он оставался в этой должности, пока Революция Реформ не свергла президента Варгаса. Повстанцы обратились за посредничеством к Паэсу, который предпочёл восстановить конституционного президента, но пообещал, что повстанцам будут сохранены их посты и звания. Микелена протестовал против этого решения в Правящем совете (осуществлявшим власть до возвращения президента Варгаса из изгнания), но так как решение было поддержано большинством голосов, он 19 ноября 1835 года подал в отставку и стал жить как частное лицо.
В начале 1836 года Микелена согласился стать чрезвычайным и полномочным послом в США, чтобы обсудить детали договора о дружбе, торговле и навигации с этой страной. После возвращения в конце года в Каракас он согласился занять должность второго мэра вместо ушедшего в отставку.
В 1837 году вице-президент Нарварте, исполнявший в то время обязанности президента страны, вновь сделал Микелену министром финансов и внешних сношений. В мае Микелена оставил этот пост чтобы снова стать чрезвычайным и полномочным послом Венесуэлы в Новой Гранаде. В 1840 году вернулся в страну чтобы быть избранным на пост вице-президента; в июне того же года был параллельно избран государственным канцлером.
20 января 1843 года в соответствии с Конституцией 1830 года истёк срок полномочий президента Паэса, и вице-президент Микелена приступил к исполнению обязанностей президента страны. 26 января Конгресс избрал новым президентом Карлоса Сублетте.
В 1845 году Микелена стал чрезвычайным и полномочным послом при Парламентах Великобритании, Франции и Испании, но подал в отставку до завершения своей миссии, и вернулся к частной жизни.
В 1848 году был избран в качестве представителя провинции Каракас в Конгрессе. Был ранен при штурме здания Конгресса Венесуэлы 24 января 1848 и умер 12 марта следующего года.